# Мукода, Кунико
Мукода Кунико (яп. 向田邦子 Муко:да Кунико, 28 ноября 1929 года — 22 августа 1981 года) — японская писательница.

## Биография
В связи с работой отца в страховой компании семья постоянно переезжала, поэтому вплоть до старших классов Мукода постоянно меняла города и школы. Несколько лет провела в младшей школе в городе Кагосима на острове Кюсю, о чём подробно написала в своём самом известном сборнике эссе «Извинения отца» (1978), который позже был экранизирован. Окончила младшую школу в городе Такамацу в префектуре Кагава на острове Сикоку, откуда раньше выпустился основатель издательства «Бунгэй-сюндзю» (яп. 文芸春秋) Кикути Кан. После окончания старшей женской школы Мэгуро поступила на отделение японской литературы Женского университета Дзиссэн (тогда колледжа).
После выпуска работала секретарём директора бюджетной организации по культуре, затем поступила в издательство «Ондорися» (яп. 雄鶏社), где стала редактором журнала о кино. Оставив издательство «Ондорися», работала сценаристом телесериалов, эссеистом и писателем.
В 1975 году у Мукоды был диагностирован рак груди, от которого она излечилась в следующем году. Однако во время переливания крови при операции ей занесли гепатит, от которого у Кунико отнялась правая рука. Как раз тогда от журнала «Гиндза хякутэн» (яп. 銀座百点) ей поступил заказ на серию эссе, которая впоследствии была выпущена как сборник «Извинения отца». Его Мукоде пришлось писать левой рукой.
В 1980 года Мукода Кунико была удостоена литературной премии Наоки за три коротких рассказа: «Выдра» (яп. かわうそ каваусо), «Собачья будка» (яп. 犬小屋 инугоя) и «Имя цветка» (яп. 花の名前 хана-но намаэ).
Писательница погибла 22 августа 1981 года в катастрофе Boeing 737 под Мяоли на Тайване в возрасте 51 года.
Некоторые из оставшихся личных вещей Мукоды Кунико были переданы в Музей современной литературы в Кагосиме где представлены на её постоянной выставке.
В 1982 году в Японии была организована премия Мукоды Кунико, которая вручается выдающимся сценаристам телесериалов.

## Произведения
- Мукода Кунико. Полное собрание сочинений. В трёх томах. — Бунгэй сюндзю, 1987 г.
- Мукода Кунико. Полное собрание сочинений (новое издание). В 11 томах + два дополнительных тома. — Бунгэй сюндзю, 2009—2010 гг.
- Мукода Кунико. Сценарии. В 6 томах. — Иванами гэндай бунко, 2009 г.